# Lilla Melodifestivalen 2005

## Final en Estocolmo
La final tuvo lugar en el SVT Studio de Estocolmo el viernes 7 de octubre con Nanne Grönvall y Shan Atci como presentadores. Las ganadora, y representante de Suecia en el Festival de Eurovisión Junior 2005 fue la canción "Gränslös Kärlek" ("Amor Infinito") del dúo femenino M+, formado por Maria Chabo y Maria Josefson. La canción obtuvo más puntos del jurado, pero solo consiguió la segunda posición entre los votos del público, que eligieron "Dansa Är Okey" de Ana.
| Nr. | Artista        | Canción                | Compositores                                                   | Votos  | Votos   | Votos | Pos |
| Nr. | Artista        | Canción                | Compositores                                                   | Jurado | Público | Total | Pos |
| --- | -------------- | ---------------------- | -------------------------------------------------------------- | ------ | ------- | ----- | --- |
| 1   | LaLi           | Du Får Ta Mitt Hjärta  | Elisa Lindström, Alma Lindström, Alexandra Larm, Isabella Larm | 28     | -       | 28    | 7º  |
| 2   | Ana            | Dansa Är OK            | Ana Ferreira Rodrigues                                         | 16     | 60      | 76    | 3º  |
| 3   | Alex & William | Vill du bli min tjej   | Alex Johanson y William Johansson                              | 12     | -       | 12    | 9º  |
| 4   | Julia          | Jag vill inte förklara | Julia Holmström                                                | 46     | 30      | 76    | 2º  |
| 5   | My             | Mamma Förlåt           | My Wängdahl                                                    | 20     | 20      | 40    | 5º  |
| 6   | Lu.Ke          | Hela världen snurrar   | Ludwig Keijser                                                 | 24     | 40      | 64    | 4º  |
| 7   | Nathalie       | Utan Dig               | Nathalie Borgen Andersson                                      | 28     | -       | 28    | 6º  |
| 8   | Ida & Jessie   | Coola Brudar           | Ida Bengtsson & Jessica Asbjörnsen                             | 16     | -       | 16    | 8º  |
| 9   | Ludde          | Ludwig Keijser         | Ludvig Jansson                                                 | 12     | -       | 12    | 10º |
| 10  | M+             | Gränslös Kärlek        | Maria Josefson y Maria Chabo                                   | 48     | 50      | 98    | 1º  |

Como anécdota, Shan Atci, el presentador, se equivocó al dar los 60 puntos del televoto otorgándoselos a la canción número uno, Du Får Ta Mitt Hjärta de LaLi, pero Shan rectificó y anunció finalmente que eran para la canción número dos, Dansa Är OK de Ana.